# STIB/MIVB
STIB/MIVB (від фр. Société des Transports Intercommunaux Bruxellois, STIB і нід. Maatschappij voor het Intercommunaal Vervoer te Brussel, MIVB; дослівно «товариство міжкоммунного транспорту Брюсселя») — організація-оператор громадського транспорту Брюсселя.
Підприємство здійснює експлуатацію метрополітену (4 лінії, 40 км), трамваю (19 маршрутів, 139 км), міської автобусної мережі (50 маршрутів, 445 км), а також один ліфт, що виконує функції з перевезення пасажирів.
Деякі з трамвайних і автобусних маршрутів, що перебувають у віданні компанії, виходять за межі Брюссельського столичного регіону і обслуговують також 10 комун провінції Фламандський Брабант.
Кількість пасажирів STIB/MIVB неухильно зростає починаючи від 1999 року, коли організація забезпечила перевезення 159,1 млн пасажирів. Так, у 2006 році послугами STIB/MIVB скористалися вже 269 млн пасажирів, причому близько половини з цього числа становить пасажиропотік у метрополітені, 28,2 % припадає на трамвай, близько 1/4 — на автобус.

## Види транспорту
Брюссельський метрополітен — єдиний у Бельгії. Він діє від 1976 року. Система метрополітену складається з 4 ліній (№ 1, 2, 5 і 6). Усі лінії мають спільні ділянки. Середня відстань між станціями становить 650 м. Станції оформлені скромно, але деякі з них (наприклад Stuyvenberg) прикрашені творами сучасного мистецтва. Крім повноцінного метрополітену, в Брюсселі діють підземні трамвайні лінії (відомі як пре-метро).
Трамвайна система Брюсселя складається з 17 маршрутів. Система включає ділянки, що мають різний характер — від вуличних трас на суміщеному полотні до підземних тунелів, що по суті мало відрізняються від метрополітену.
Трамваї мають першість перед усіма учасниками руху, в тому числі і перед пішоходами.
Загальна кількість автобусних маршрутів Брюсселя — 61. Крім звичайної, у місті є нічна автобусна мережа, що складається з 11 маршрутів та курсує щопівгодини від опівночі до 3 ночі в календарну суботу та неділю.
У Брюсселі є один ліфт, що виконує роль громадського транспорту. Він сполучає площу перед Палацом Правосуддя з розташованим на нижчому рівні районом Мароллен.
Посадка до автобусів відбувається тільки через передні двері, а висадка -  через усі інші. Трамваї та автобуси зупиняються на зупинках на вимогу пасажира. Для цього салони транспорту обладнано спеціальними кнопками блакитного кольору для сповіщення водія і відкриття дверей. Кнопка червоного кольору служить для зупинки лише в надзвичайних ситуаціях.
Деякі з маршрутів курсують лише у вечірню пору чи у вихідні.

## Тарифи і оплата проїзду, інтеграція з рештою перевізників
Найпростіший, одноразовий, квиток діє протягом 1-ї години (дозволені пересадки). Він коштує 2,1 євро при купівлі в автоматі або кіоску або 2,5 євро при купівлі у водія. Існують також квитки для здійснення 5 поїздок (8 євро), 10 поїздок (14 євро) і квиток на необмежену кількість поїздок протягом доби (7,5 євро), 48 чи 72 годин.
Завдяки інтеграції різних перевізників, ці квитки також можна використовувати для поїздок у межах містах на поїздах бельгійських залізниць SNCB/NMBS у вагонах 2 класу, автобусах фламандського оператора De Lijn і на автобусах валлонського оператора TEC, тобто фактично один квиток можна використовувати на всіх видах громадського транспорту міста (за винятком таксі).
Існують також місячні або річні проїзні, що кодуються на безконтактних картках MOBIB. Стандартний проїзний включає тільки транспорт STIB/MIVB, проїзний з можливістю використання на транспорті SNCB/NMBS, De Lijn і TEC є трохи дорожчим (різниця становить близько декількох євро).
Проїзд дітей до 6 років, що подорожують разом із дорослим із дійсним квитком, є безкоштовним.
Користуючись залізницею чи автобусами маршрутів 12 або 21 для проїзду до Брюссельського аеропорту застосовуються особливі дорожчі тарифи (окрім квитків на 24, 48 чи 72 години).
У автобусах, трамваях, на станціях метро і залізниці встановлено валідатори. Заходячи на станцію метро через турнікети, до салону трамваю чи автобусу, також при пересадці, необхідно кожного разу проводити свій квиток або безконтактну картку через валідатор.